# Tournoi international de Berlin 1909
Navigation
Édition précédente Édition suivante
Le Tournoi international de Berlin 1909 est la 2e édition du Tournoi international de Berlin. Il se déroule du 3 au 6 mars 1909.

## Résultats des matchs et classement

### Premier tour
| 3 mars 1909 | Berlin HC | 11-0 | SC Charlottenburg | Berliner Eispalast |

| 4 mars 1909 | Berlin SC | 7-2 | Prague | Berliner Eispalast |

### Demi-finales
| 5 mars 1909 | Berlin HC | 1-3 | Brussels IHSC | Berliner Eispalast |

| 6 mars 1909 | Berlin SC | 1-3 | Akademischer SC 1906 Dresde | Berliner Eispalast |

### Finale
| 6 mars 1909 | Akademischer SC 1906 Dresde | 5-3 (pr) | Brussels IHSC | Berliner Eispalast |

## Référence
Article sur hockeyarchives